# Mausefallen- und Kuriositätenmuseum

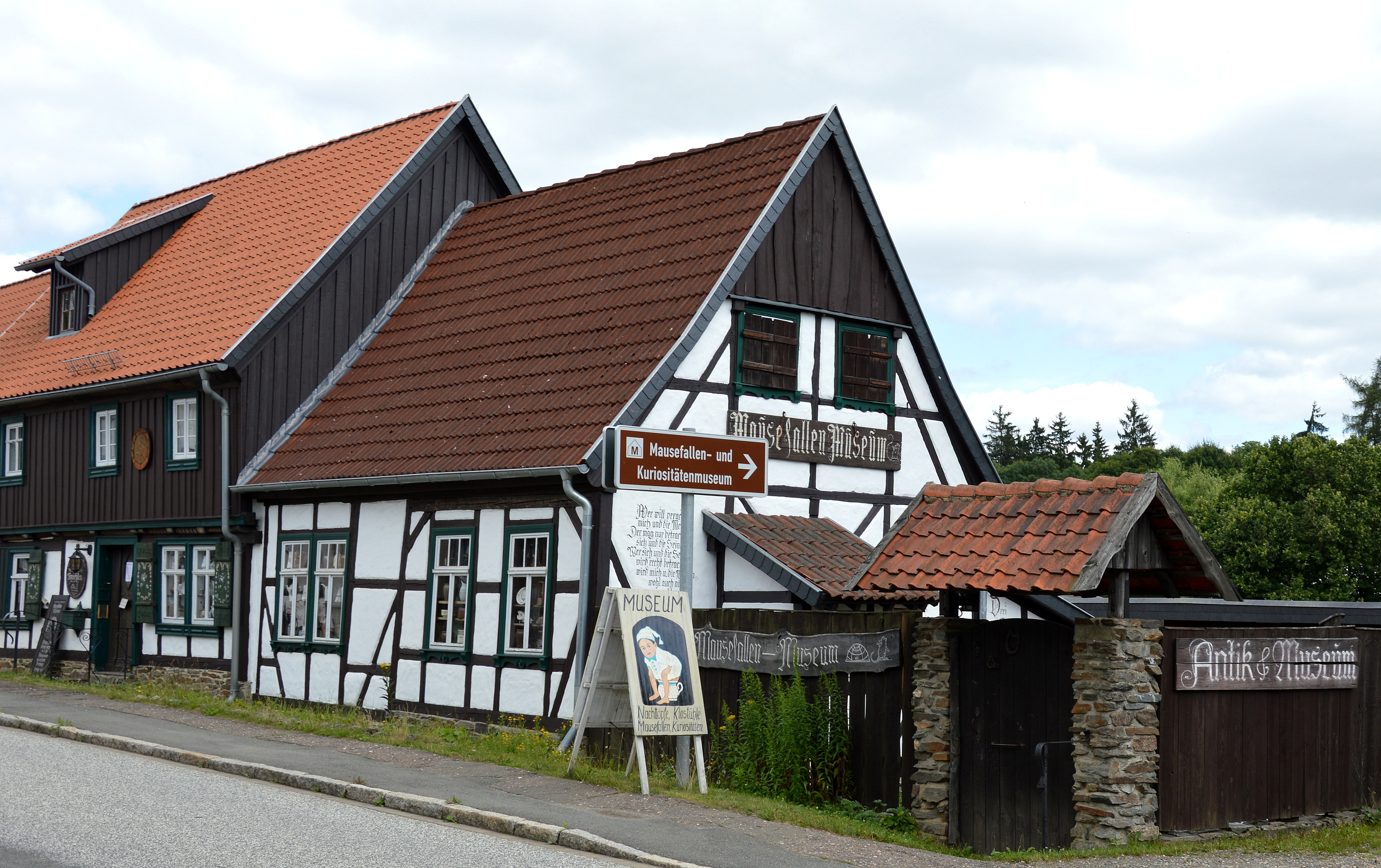
Mausefallen- und Kuriositätenmuseum

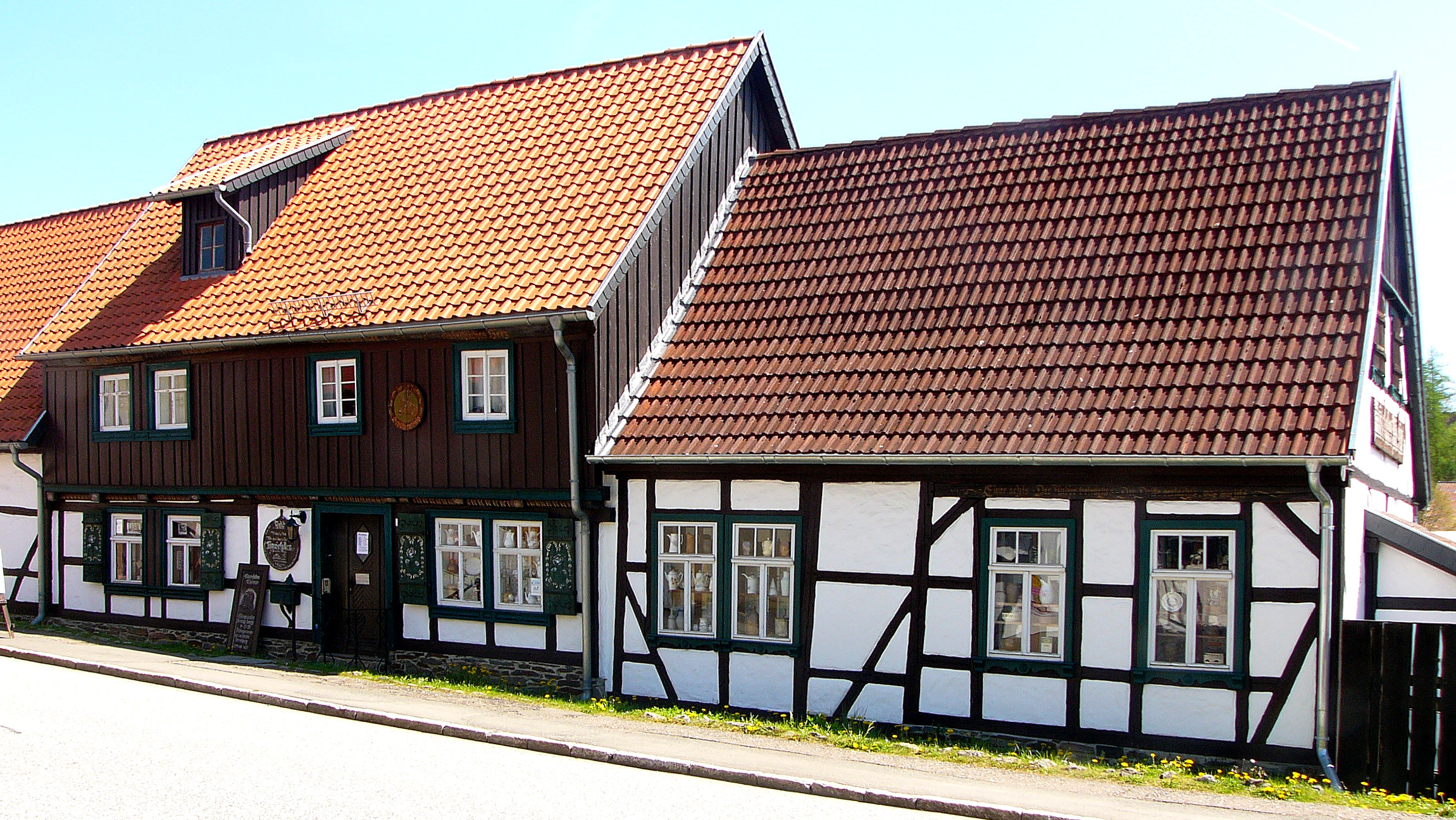
Blick auf das Wohnhaus

Der Mausefallen- und Kuriositätenmuseum ist ein Museum in der Ortschaft Güntersberge der Stadt Harzgerode im Harz in Sachsen-Anhalt. Das Museumsgebäude steht unter Denkmalschutz.

## Lage
Das Museum befindet sich im Stadtzentrum von Güntersberge auf der Südseite der Klausstraße an der Adresse Klausstraße 138.

## Architektur und Geschichte
Es ist in einem historischen Ackerbürgerhof untergebracht, dessen Bausubstanz in wesentlichen Teilen auf die zweite Hälfte des 17. Jahrhunderts zurückgeht. Der Hof ist in Fachwerkbauweise errichtet. Am Wohnhaus des Gehöfts sind die bearbeiteten Balkenköpfe und Füllhölzer bemerkenswert. Im 19. Jahrhundert wurde das Gebäude modernisiert. Seitlich schließen sich an das Wohnhaus zwei Wirtschaftsgebäude an, die zumindest bereits im 18. Jahrhundert entstanden sind.
Im örtlichen Denkmalverzeichnis ist der Ackerbürgerhof unter der Erfassungsnummer 094 84958 als Baudenkmal verzeichnet.
1991 erwarb der Tenor Karl Heinz Knepper und Gabriele Knepper das Gebäude. Es folgten eine Sanierung und Umbauarbeiten, schließlich wurde 1997 das Mausefallen- und Kuriositätenmuseum eröffnet. Im September 2015 griff ein Brand in einem benachbarten Einkaufsmarkt auf ein Hofgebäude des Museums über, das dabei beschädigt wurde. Bei diesem Großbrand wurde auch die gesamte Weihnachtsausstellung und Kutschensammlung vernichtet.
Bis heute gab es 30 Fernsehbeiträge sowie zahlreiche Presseberichte vom Mausefallen- und Kuriositätenmuseum in Güntersberge. Angemeldete Gruppen und Einzelpersonen können das Privatmuseum auch außerhalb der Öffnungszeiten besuchen. Für größere Reisegruppen gibt es ein Museums-Café. Zum Anwesen gehört ein Antik- und Trödelladen.

## Ausstellung
Das Museum zeigt eine Vielfalt von Mausefallen und Kuriositäten, wie historische Küchengeräte, Toilettenstühle, Damenunterwäsche, Klistierspritzen, eine Nachttopfsammlung, Keuschheitsgürtel und Flohfallen.
Zudem sind in der Ausstellung über 100 zum Teil großformatige Fotos, Ölbilder und Zeichnungen zu sehen.